# Earvin Morris
Earvin Morris, Jr. (nacido el 28 de abril de 1994 en Memphis, Tennessee) es un jugador de baloncesto estadounidense que actualmente se encuentra sin equipo. Con 1,93 metros de altura, juega en la posición de alero.

## Trayectoria deportiva
Durante su etapa universitaria defendió los colores de las universidades de Kent State Golden Flashes, Tallahassee CC y UTEP Miners y tras no ser elegido en el Draft de la NBA de 2016, fichó por el Tadamon Zouk, un equipo de baloncesto libanés con el que compitió en la temporada 2016-17 con un promedio de 23.2 puntos por partido.
En agosto de 2017 ficharía por el Avtodor Saratov de la VTB League.
El 5 de enero de 2021 ficha por el equipo islandés del Haukar Hafnarfjörður.

## Clubes
- Tadamon Zouk (2016-2017)
- Avtodor Saratov (2017-2018)
- Aries Trikala B.C. (2018)
- MKS Start Lublin (2018-2019)
- Joensuun Kataja (2019-2020)
- Haukar Hafnarfjörður (2021)